# Pileolaria terebinthi
Pileolaria terebinthi är en svampart som beskrevs av Castagne 1842. Pileolaria terebinthi ingår i släktet Pileolaria och familjen Pileolariaceae.   Inga underarter finns listade i Catalogue of Life.